# 小牧師 (1921年の映画)
『小牧師』（しょうぼくし、The Little Minister）は、1921年に制作されたサイレントのドラマ映画で、フェイマス・プレイヤーズ＝ラスキーが制作し、パラマウント映画が配給した。ジェームス・M・バリーの同名の小説や戯曲に基づいた作品である。ベティ・カンプソンが主演したこの作品は、 ヴァイタグラフ社がアリス・カルホーンを主演に制作した同じ原作、原題の別の映画の公開にわずか数週間だけ先んじて公開された。

## あらすじ
織物工場のあるスコットランドの田舎町スラムズでは、賃下げを機に同士が対立し、工場に火が放たれる事態に至っており、官憲と織工ら村人たちの間に緊張が高まっていた。この地域の行政長官であるリントール卿の娘バーバラは、地元の軍隊を指揮するホーリウェル大尉の許婚者であったが、変装して村人たちと交わっていた。ある時、大尉の求めで、村の職工の逮捕命令が父から出されたことを知った彼女は、村人たちに急を知らせようとする。そこへたまたまやって来たのが、村の牧師ゲーヴィンだった。...

## キャスト
- ベティ・カンプソン - バーバラ/バビイ (Babbie)
- ジョージ・ハッカソーン（英語版） - ゲーヴィン (Gavin)
- エドウィン・スティーヴンス (Edwin Stevens) - リントール卿 (Lord Rintoul)
- ナイジェル・バリー（英語版） - ホーリウェル大尉 (Captain Halliwell)
- ウィル・R・ウォーリング（英語版） - マックイーン博士 (Doctor McQueen)
- ガイ・オリヴァー（英語版） - タマス・ワモンド (Tammas Whammond)
- フレッド・ハントリー（英語版） - ピーター・トッシュ (Peter Tosh)
- ロバート・ブラウアー (Robert Brower) - ヘンドリー・マン (Hendry Munn)
- ジョセフ・ヘイゼルトン（英語版） - ジョン・スペンス (John Spens)
- メアリ・ウィルキンソン (Mary Wilkinson) - ナンシー・ウェブスター (Nancy Webster)

## 保存
『小牧師』は、ベティ・カンプソンの出演作品としては上映される機会が少ないものであるが、ベルギー王立シネマテーク、ロンドンの英国映画協会 (BFI)、オランダのEYE Film Institute Netherlandsにはそれぞれプリントが保存されている。